# Hermonassa dictyota
Hermonassa dictyota är en fjärilsart som beskrevs av Charles Boursin 1967. Hermonassa dictyota ingår i släktet Hermonassa och familjen nattflyn. Inga underarter finns listade i Catalogue of Life.